# Poecilia vetiprovidentiae
Poecilia vetipronvidentiae es una especie de pez Cyprinodontiformes de la familia Poeciliidae.

## Distribución y hábitat
Es endémico de Colombia por las islas de San Andrés y la isla Providencia. Vive en lagos y ríos.